# Carepalxis perpera
Carepalxis perpera är en spindelart som först beskrevs av Alexander Petrunkevitch 1911.  Carepalxis perpera ingår i släktet Carepalxis och familjen hjulspindlar. Inga underarter finns listade.